# 郑攻蔡之战
郑攻蔡之战，是春秋时期，郑国攻打蔡国的战役。
前719年，卫国州吁弑君自立，自称为郑庄公侄子公孙滑报仇，纠合陈国、蔡国、宋国攻打郑国，围攻郑国的东门。前713年，宋郑交兵，蔡国帮助宋国。戴之战，宋国、卫国、蔡国联军失败。周桓王因郑庄公的无礼行为，在前707年秋指挥天子军队及陈、蔡、卫等诸侯军亲征郑国。郑国在繻葛之战获胜，祝聃射中周桓王的肩膀。郑庄公死后，前698年冬，宋庄公纠合齐、卫、陈、蔡四国联合攻打郑国。宋军大掠郑国东郊，攻取牛首。前696年正月，鲁桓公和宋庄公、蔡桓侯、卫惠公、陈庄公在曹国会见，又策划进攻郑国。四月，五国进攻郑国，没有获胜。
前565年四月二十二日，郑国的子国、子耳攻打蔡国，俘虏了蔡国司马公子燮。郑国人都高兴，子产却说：“小国无文德，而有武功，祸莫大焉。楚人来讨，能不顺从吗？顺从楚国，晋军必至。晋、楚进攻郑国，郑国至少四五年内不得安宁。”子产的父亲子国对他发怒说：“你知道什么！国家有重大命令，而且有正卿，小孩子说这些话，将要被杀的！”冬天楚国子囊伐郑，郑简公采纳子驷的建议，和楚国请和，派大夫王子伯骈去晋国解释。